# Rustning (målning)
Rustning är en oljemålning av Ragnhild Keyser (1889–1943), troligen från 1926.
Ragnhild Keyser var en av det nordiska måleriets främsta abstrakta målare under 1920-talet. Hon hade inspirerats i Paris av bland andra André Lhote och Fernand Léger i Paris, där hon vistades 1920–1935. Hon utförde sina viktigaste arbeten under åren 1925–1927.

## Proveniens
Målningen inköptes 1977 av Nasjonalgalleriet i Oslo.